# Zonkey

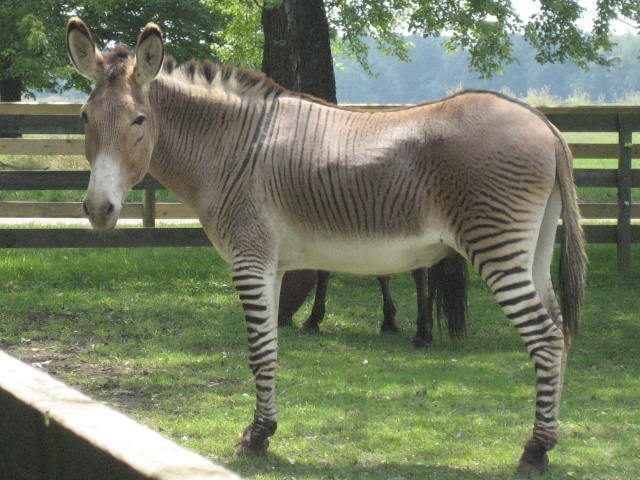
En zonkey.

Zonkey är det engelska namnet på den sterila avkomman av en zebra och en åsna. De känns igen på de randiga benen och huvudet. Namnet är en kombination av engelskans donkey och zebra. Det fanns fyra registrerade zonkeys i Sverige år 2015.